# Mozaikszók listája: D
Ezen a lapon a D betűvel kezdődő mozaikszók ábécé rend szerinti listája található. A kis- és nagybetűk nem különböznek a besorolás szempontjából.

## Lista: D
- DAF
  - Deutsche Arbeitsfront (Német Munkafront)
  - Van Doorne's Aanhangwagen Fabriek (Van Doorne Utánfutó-Gyára)
- DAKK – Dél-alföldi Közlekedési Központ
- DARPA – Defense Advanced Research Projects Agency (Fejlett Védelmi Kutatási Programok Ügynöksége)
- DBR – Dél-Buda–Rákospalota metróvonal (M4-es metróvonal)
- DDoS – Distributed Denial of Service
- DDR
  - Deutsche Demokratische Republic (Német Demokratikus Köztársaság)
  - Demobilization, Disarmament & Reintegration
- DDR-RAM – Double Data Rate Random Access Memory (kétszeres adatsűrűségű véletlen hozzáférésű memória)
- DE – Debreceni Egyetem
- DEAC – Debreceni Egyetem Atlétikai Club
- DF – Dunaújvárosi Főiskola
- DH – Digital Humanities (digitális bölcsészet)
  - DH – Dolgozz hibátlanul, mozgalom az elvégzett munka minőségének javítására
- DIA – Digitális Irodalmi Akadémia
- DLP
  - Data Loss Prevention (adatkiszivárgás-megelőzés)
  - Digital Light Processing (digitális fényfeldolgozás)
  - Diszkrétlogaritmus-probléma
- DISZ – Dolgozó Ifjúság Szövetsége
- DKMS – Dynamic Kernel Module Support (linux kernel-modul fordítása külső forrásprogramból)
- DLL – Dinamic Link Library (dinamikus csatolású könyvtár)
- DKV – Debreceni Közlekedési Vállalat (jelenleg: Debreceni Közlekedési Részvénytársaság)
- DKW – Dampf Kraft Wagen (gőzautó)
- DMA – direct memory acces (közvetlen memória-hozzáférés)
- DMSO – Dimetil-szulfoxid, hibernáláshoz használt fagyálló folyadék;
- DMVSC – Debreceni Munkás, Vasutas Sport Club
- DNA – dezoxyribonucleic acid (dezoxiribonukleinsav)
- DoS – Denial of Service
- DOS – Disk Operating System
- DRHE – Debreceni Református Hittudományi Egyetem
- DRM 
  - Digital Rights Management (Digitális jogok kezelése)
  - – Digital Radio Mondiale (DRM (Digital Radio Mondiale), digitális rádióközvetítés a hagyományos AM frekvenciatartományokban)
  - DRM+ Digital Radio Mondiale (továbbfejlesztés)
- DSP – Digital Signal Processing (digitális jelfeldolgozás)
- DTP – desktop publishing
- DVD – Digital Video/Versatile Disc (digitális videolemez)
- DVSC – Debreceni Vasutas Sport Club
- DVTK – Diósgyőr–Vasgyári Testgyakorlók Köre
- DNS
  - dezoxiribonukleinsav
  - Domain Name System
- DTP – Data Transfer Port (adatátviteli port)